# Données archéologiques sur David et Salomon
Pour les interprétations des données archéologiques et la corrélation avec le texte biblique, voir l'article Histoire de David et de Salomon : les interprétations des données archéologiques.
Les données archéologiques sur l'époque de David et de Salomon sont constituées uniquement de ce qui est, à l'heure actuelle, attesté, démontré, à l'exclusion des interprétations plus générales que chaque archéologue peut faire. Au niveau des données archéologiques, il y a un très large accord entre archéologues, indépendamment de leurs idées personnelles, alors qu'au niveau de l'interprétation et de la construction historique, on trouve entre eux des visions historiques fort différentes, voire contradictoires.
Amihai Mazar écrit :

« Collecter, traiter, intégrer, interpréter ces nombreuses données ne sont pas des tâches simples… […] Un plus haut niveau de l'entreprise archéologique est celui de l'interprétation, de la synthèse, de l'explication. […] La corrélation des constatations archéologiques et des textes n'est qu'un aspect seulement du travail de l'archéologue… »

## Introduction

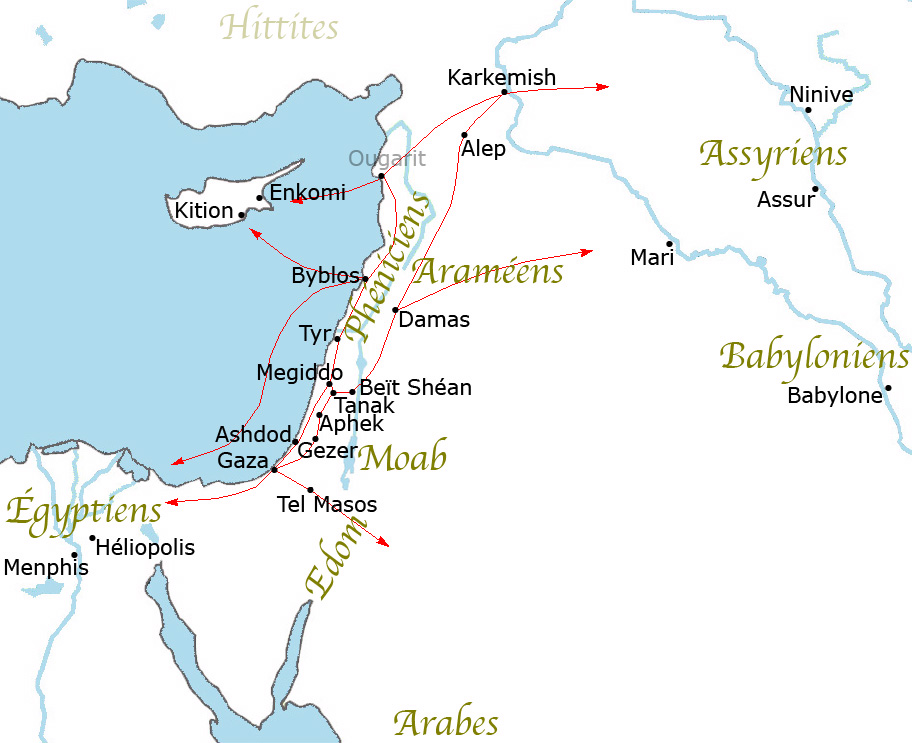
Les grands axes de circulation qui traversent la Palestine, au début du Reliant les différentes cultures, ils sont utilisés pour le commerce et les expéditions militaires.

C'est à l'écart des grands axes de circulation de la Palestine qu'apparaissent les premiers Israélites au XIIe siècle av. J.-C. et qu'ils s'organisent au XIe siècle av. J.-C. et à l'époque de David et de Salomon. Le passage de l'âge du bronze tardif à l'Âge du fer I, puis à l'Âge du fer II, s'accompagne d'importants changements technologiques et d'une transformation de l'organisation sociale. Les invasions des Peuples de la mer s'accompagnent d'un effondrement général au XIIe siècle av. J.-C., Ougarit disparaît, Megiddo, Beït Shéan, Lakish, Hazor sont détruites et l'Égypte, affaiblie, se retire de Palestine vers -1150. Une nouvelle organisation plus fragmentée, avec des cités-États moins fortes, se développe. À l'époque de David et de Salomon, l'ancienne culture cananéenne, avec ses puissantes cités-États proches des grandes voies de communication, va peu à peu laisser la place à la culture israélite. Les grands voisins que sont l'Égypte, Aram-Damas, puis l'Assyrie, exerceront leur influence, laissant leurs traces, particulièrement sur ces grands axes. Ces changements sont attestés par les données archéologiques du terrain : la campagne de Sheshonq Ier au Xe siècle av. J.-C., vers -925, en est un exemple.

## Le problème de datation propre à l'époque de David et Salomon
L'archéologie ne rencontre nulle part de problème de datation propre au Xe siècle av. J.-C., sauf en Palestine sur les sujets qui concernent David et Salomon : la controverse entre « chronologie basse » et « chronologie conventionnelle modifiée (ou chronologie haute)» (voir Histoire de David et de Salomon : les interprétations des données archéologiques) n'est pas un simple débat technique entre archéologues, elle est brouillée par des interprétations du récit biblique. En archéologie, les datations se font avec les méthodes propres à l'archéologie, c'est-à-dire à partir de l'analyse stratigraphique, du type des poteries, de la technique au radiocarbone ainsi que d'autres méthodes. Les couches de destruction que dégage la stratigraphie, ou les inscriptions et stèles qui peuvent être découvertes, renvoient à l'histoire des puissances qui interviennent en Palestine par les grands axes de communication qui la traversent : Empire égyptien, Empire Hittite, Aram-Damas, Moab, l'Assyrie, etc. Peu de traces écrites datant du Xe siècle av. J.-C. ont été retrouvées en Palestine, l'effondrement systémique lié aux invasions des Peuples de la mer, qui n'écrivaient pas, ayant bouleversé les puissances dominantes, qui écrivaient.
La datation traditionnelle par le style des poteries reste tributaire d'une certaine appréciation subjective du style de la poterie ainsi que de la durée de production de ce type de poteries. La dendrologie, en principe parfaite, qui détermine une date à l'année près, reste malheureusement rarement utilisable pour des raisons pratiques (elle nécessite un parfait état de conservation d'une pièce de bois). La technique de datation au radiocarbone, en principe insensible aux appréciations subjectives, a subi une véritable révolution avec l'introduction de la spectrométrie de masse par accélérateur (on peut désormais dater des objets aussi petits qu'un noyau d'olive ou un grain de blé, puisqu'il suffit de préparer 1 mg environ de carbone proprement isolé), avec l'introduction du recalage (qui permet de prendre en compte les variations de pourcentage initial de carbone 14 selon les époques et selon le lieu géographique) et enfin avec le développement de méthodes statistiques sophistiquées (statistique bayésienne) qui permettent de prendre en compte des événements connus par ailleurs et de calculer la probabilité pour qu'une date attribuée par le calcul soit exacte. Selon le choix qui est fait des événements connus que l'on introduit dans la statistique bayésienne, il résulte une certaine variation dans les dates obtenues : la méthode n'est donc pas parfaitement insensible aux appréciations subjectives, mais les différences restent cependant faibles, voire très faibles.
Sous la responsabilité de Thomas E. Levy et de Thomas Higham, un congrès international s'est réuni pour mener à bien cette entreprise de datations et de collecte des données. Dans leur introduction au compte rendu publié en 2005, Thomas E. Levy et Thomas Higham soulignent avec force que cette entreprise réunit les principaux archéologues, anthropologues, égyptologues, historiens de la Bible et spécialistes de la datation au radiocarbone. Thomas E. Levy et Thomas Higham estiment que ce compte rendu fait désormais référence en la matière. Il contient, pour l'essentiel, des données archéologiques (réfutables au sens de Popper) et la place faite aux interprétations historiques (non réfutables) de ces données y est extrêmement réduite. En conclusion de leur introduction, Thomas E. Levy et de Thomas Higham soulignent que :

« de cette large confrontation, se dégage enfin une ligne directrice : A. Sherrat fait en effet remarquer que, vers la fin du meeting de Yarnton Manor, après de longues discussions sur les datations au radiocarbone, sur l'archéologie et sur l'histoire, les deux côtés ont semblé sur le point de tomber d'accord. Les « deux côtés » auxquels il se réfère sont ceux des savants qui soutiennent que leurs données vont dans le sens d'un David et d'un Salomon plus historiques, basés sur la Bible hébraïque, et ceux qui soutiennent que leurs données indiquent que ces figures étaient plus mythiques que vraies. Nous laissons au lecteur, après avoir lu et soupesé les preuves présentées ici, le soin de décider quel camp des savants l'a emporté »

La controverse non complètement tranchée sur les datations est compliquée par le fait qu'un grand nombre de strates sont présentes et qu'une petite erreur de strate entraîne une grosse erreur de date. Les datations sont faites à partir du style des poteries et, maintenant, par la technique de datation au carbone 14 par spectrométrie avec accélérateur, étalonnage et traitement statistique. L'extrême précision requise explique pourquoi on ne parvient pas toujours à tirer des conclusions parfaitement claires, car une petite erreur de date (70 ans), qui n'est qu'une erreur petite au niveau de la donnée archéologique, modifie radicalement les conclusions au niveau de l'interprétation historique que l'on peut construire à partir des données. La précision actuelle d'une datation par le radiocarbone, pour une probabilité de 95 % d'exactitude (statistique à 2 σ) est typiquement de ± 35 ans. L'écart de dates entre le « côté I. Finkelstein » et le « côté A. Mazar » est, typiquement, de 70 ans au maximum. C'est pour ce qui concerne l'interprétation que les « deux côtés » construisent que la controverse est passionnée, alors qu'au niveau des données archéologiques les différences sont devenues aujourd'hui petites.
William G. Dever écrit dans ce livre :

« Les historiens — en particulier les biblistes, dont la plupart n'ont qu'une formation de philologistes, et parfois de théologiens — ont été lents ou réticents à percevoir les effets de la « révolution archéologique » récente. Mais il apparaît avec suffisamment d'évidence que toutes les histoires de l'Israël antique sont désormais obsolètes… En ce qui me concerne, mon prochain livre sera une histoire de l'Israël antique écrite en grande partie sans recours à la Bible hébraïque, fondée la plupart du temps sur les riches données archéologiques que nous possédons maintenant. »

Il ajoute :

« Personnellement je suis encore acquis à la chronologie conventionnelle (pas à la « chronologie haute »), pour des raisons sur lesquelles je me suis longuement étendu dans plusieurs publications récentes, aucune d'entre elles « idéologique ». Mais s'il advenait que l'évidence monte en faveur d'une chronologie plus basse, je serai parmi les premiers à basculer. Il ne s'agit pas de « sauver » la Bible hébraïque ; ni de défendre « Salomon dans toute sa gloire » ; ni d'argumenter sur qui était là le premier, Cananéens ou Israélites, Palestiniens ou Israéliens. »

Amihai Mazar, dans le même livre, rejette à la fois la chronologie conventionnelle introduite par Yigaël Yadin et la chronologie basse proposée par Israël Finkelstein. Critiquant ce qu'il estime être des a priori, il écrit :

« Si la réponse à cette question est positive, le nouveau paradigme n'est pas meilleur que la façon de penser traditionnelle dans l'archéologie biblique. »

Il propose une chronologie conventionnelle modifiée, intermédiaire entre la chronologie haute de Yigaël Yadin et la chronologie basse d'Israël Finkelstein. Il précise :

« En termes historiques, la chronologie conventionnelle modifiée utilisée ici permet de maintenir la majeure partie de l'image archéologique concernant le Xe siècle et la monarchie unifiée, bien que le scepticisme puisse surgir, même selon ce système. Pourtant, même si nous acceptons le Xe siècle traditionnel et les dates des strates telles que Megiddo VA-IVB, Hazor X, et ainsi de suite, et les bâtiments tels que la Structure de pierre en escalier à Jérusalem, l'image archéologique naissante n'indiquerait pas nécessairement une monarchie unifiée d'une taille et d'une importance majeures. […] Il convient d'évaluer le royaume de David et de Salomon comme un début modeste, mais dynamique, de la période de la monarchie Israélite… »

Alors que la place faite aux interprétations est extrêmement réduite dans le livre édité par Thomas E. Levy et de Thomas Higham, cette controverse sur les interprétations est présentée dans un autre livre, cette fois : The Quest for the Historical Israel. Debating Archaeology and the History of Early Israel, signé d'Israel Finkelstein et de Amihai Mazar, sous une forme accessible à un large public.
En 2011, Finkelstein publie un article où ses coauteurs et lui soutiennent que la Cité de David ne peut pas être le site originel de la ville de Jérusalem car il n'y a pas de preuve de son occupation lors des périodes où de nombreux textes documentent une importante occupation. Par analogie avec d'autres sites archéologiques de la région, ils formulent l'hypothèse que le site originel de la ville est situé sous le Mont du Temple, mais qu'aucune preuve ne peut en être donnée, vu l'impossibilité d'y faire des fouilles.

## Données archéologiques sur l'époque de David

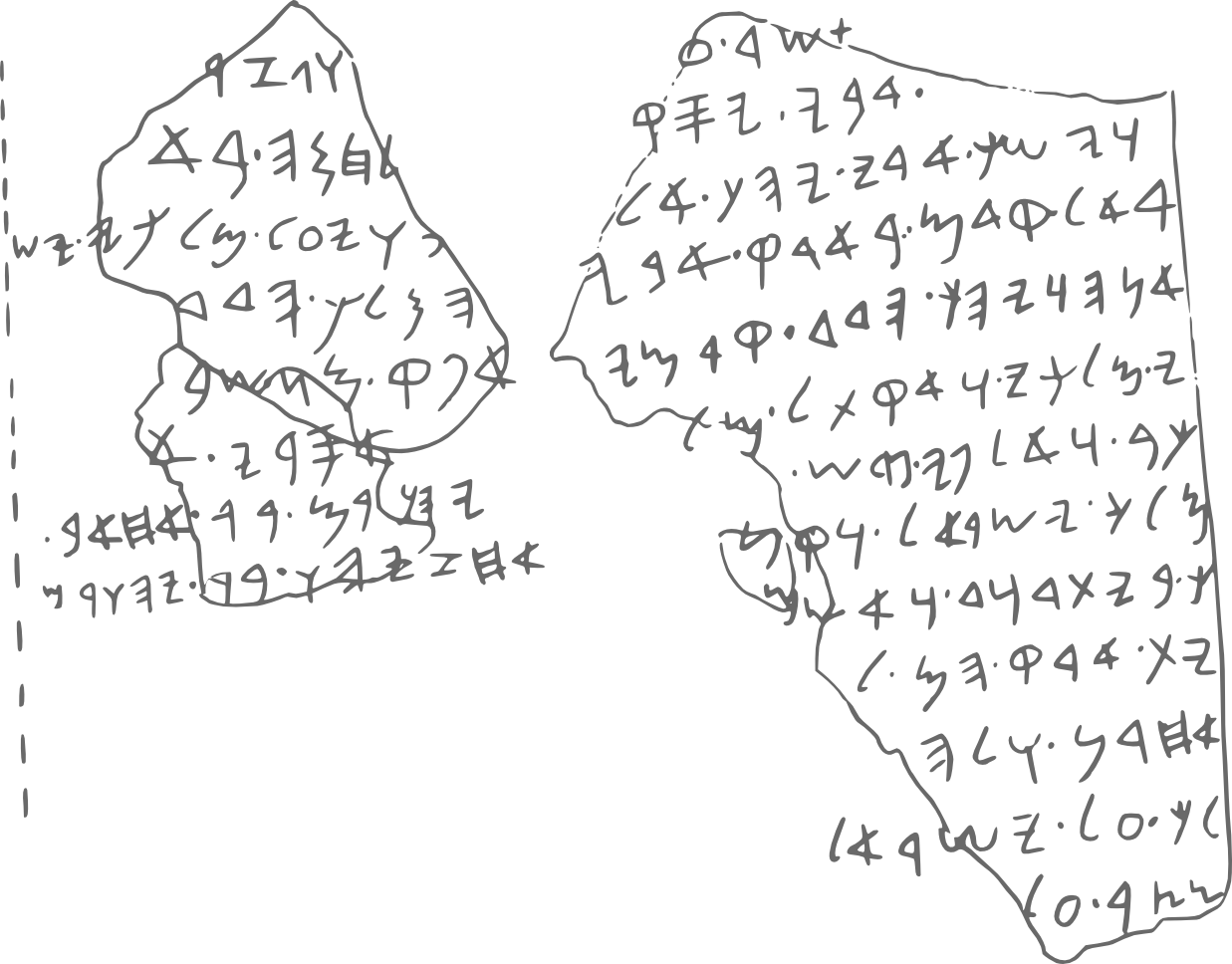
Stèle de Tel Dan

Concernant la personne du roi David, le seul document archéologique explicite est la stèle de Tel Dan, découverte en 1993. Techniquement, il n'existe pas de moyen de dater une stèle ou un ostracon en pierre comme on date un morceau de matière organique — noyau d'olive ou grain de céréale — au carbone 14 (voir Méthodes scientifiques de l'archéologie). Les seuls moyens directs de datation sont l'épigraphie et la paléographie, mais ils ne donnent qu'un ordre de grandeur. Parfois, on peut avoir une datation précise indirecte, par référence à un événement qui soit en rapport avec l'inscription et dont la date soit connue par ailleurs. Les tablettes d'argile utilisée pour l'écriture cunéiforme peuvent être datées par thermoluminescence lorsqu'elles ont subi la cuisson d'un incendie. La stèle de Tel Dan, trouvée hors contexte stratigraphique clair (réutilisée comme matériau de construction), n'est pas datée exactement, mais les archéologues la datent du IXe ou VIIIe siècle av. J.-C.. Un roi de Aram-Damas, très probablement Hazaël, a fait graver en araméen (Aram est la Syrie) :

« J'ai tué [Jo]ram fils d'[Achab] roi d'Israël, et [j'ai] tué [Ahas]yahu fils de [Joram] roi de la maison de David. Et j'ai réduit [leur ville en ruine et changé] leur terre en [désolation]. »

La signification de l'expression « maison de David » est tout à fait claire : il s'agit de la dynastie royale dont « David » a été le premier roi. « Maison de… » est une expression consacrée que l'on trouve dans d'autres inscriptions pour désigner d'autres dynasties. Les archives assyriennes désignent le royaume d'Israël sous le nom de Maison d'Omri. Le caractère historique de l'inscription étant indéniable (il ne s'agit pas d'un texte littéraire tel qu'un conte ou une légende dont le caractère mythique est attesté, il s'agit d'un texte gravé par un roi connu, très probablement Hazaël, pour célébrer un événement réel), l'existence du roi David est ainsi attestée. Par contre, le fait qu'aucune autre mention du royaume de David ne soit attestée (André Lemaire propose une mention de David sur la stèle de Mesha, K.A. Kitchen en propose une sur la liste de Sheshonq Ier), alors que les royaumes voisins nous sont connus par leurs archives et que la liste de Sheshonq mentionne de nombreuses villes et villages, jette un doute sérieux sur la taille du royaume de David (ainsi que sur celui de Salomon). Cette stèle prouve aussi qu'à l'époque de l'inscription le royaume d'Israël (« la maison d'Omri » des archives assyriennes) est différent du royaume de « la maison de David ». L'archéologie ne fournit sur David que des données qui lui sont postérieures et il n'existe aucune donnée archéologique permettant de dater le règne de David : on ne peut donc fonder d'estimation que sur le texte biblique (-1010, -970), dates qu'il faut prendre comme des ordres de grandeur plausibles, non des chiffres établis par des sources archéologiques.

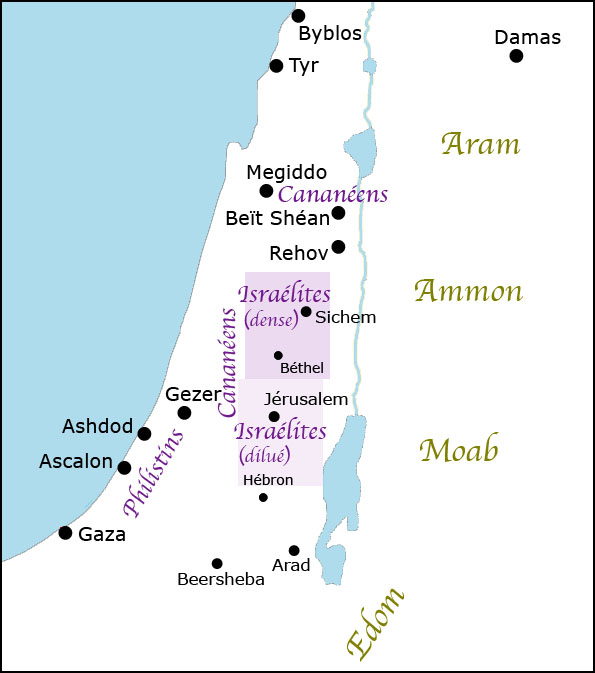
Implantation des Israélites au début du (habitat dense au nord, habitat dilué au sud), Cananéens (vallées), Philistins (côte)

Concernant les tribus juives mentionnées dans la Bible, ni leur nom ni leur situation géographique ne sont attestés par l'archéologie, ni dans aucune archive, ni sur aucune inscription. C'est seulement l'apparition de l'organisation tribale, d'une façon très générale, avec le passage de l'âge du bronze à l'âge du fer, qui est attestée par l'archéologie. À l'époque des Lettres d'Amarna, Canaan est organisé en cités-États dans les vallées et en « chefferies dimorphiques » (c'est-à-dire mi-sédentaires mi-nomades) sur les hautes terres. Cette organisation persiste avec le développement des premiers Israélites, et se poursuit jusqu'au Xe siècle. Mario Liverani écrit :

« Les hautes terres centrales, en raison de leur configuration géographique, ne comportaient pas un nombre important de cités-États. Elles n'étaient rassemblées qu'en deux villes comportant un palais : Sichem au nord et Jérusalem au sud. […] Dans cette phase de formation, dont l'image archéologique correspond à la phase finale du Fer I (avec ses villages de forme ovale et ses maisons adaptées aux pillards), la taille modeste des deux villes, comparée à l'essor puissant de l'élément tribal, a forcément produit cette sorte particulière d'organisation sociale qu'on appelle « chefferie dimorphique » (c'est-à-dire qui combine caractère sédentaire et caractère tribal). »

Selon le travail de synthèse de Jessica N. Whisenant, la plupart des archéologues estiment que Jérusalem était, au Xe siècle av. J.-C., un petit village sans fortifications, limité à l'emplacement que l'on appelle la « Cité de David », sans rapport avec la description biblique. Il faudra attendre le VIIe siècle av. J.-C. pour constater un développement foudroyant de Jérusalem, voir ci-après le paragraphe sur Jérusalem.
Au début du Xe siècle av. J.-C. (vers -1000), la population vivant sur la partie sud des hautes terres (étendue géographique correspondant à Juda) est estimée à 5 000 habitants. Il s'agit d'une population rurale modeste. Il n'est pas vraisemblable que cette population ait pu contribuer à la formation d'une armée importante sous David. À la même époque, sur la partie nord des hautes terres (étendue géographique correspondant à Israël), la population est estimée à 40 000 habitants. La différence s'explique par une raison géographique : la partie nord est plus arrosée et située sur les voies de communication, la partie sud est plus sèche et plus difficilement accessible. À titre de comparaison, la population égyptienne est estimée à 2 800 000 personnes vers -1250.
Selon Amihai Mazar :

« On peut voir en David un souverain semblable à Labayu, exception faite qu'il a dirigé à un moment où ni les Égyptiens ni aucune autre puissance étrangère n'intervenaient plus, et où les villes cananéennes étaient en régression. […] Alors que les réalisations politiques et territoriales de courte durée comme celles de David sont peut-être au-delà de ce que les outils de l'archéologie peuvent détecter, les grands changements de culture matérielle qui ont eu lieu au cours du Xe siècle ont pu résulter de ces nouvelles alliances et configurations ethniques, sociales et politiques. »

## Données archéologiques sur l'époque de Salomon
Concernant la personne du roi Salomon, certes la Bible parle beaucoup de lui, mais — son nom n'ayant pas été retrouvé, notamment ni sur la stèle de Mesha, ni sur la stèle de Tel Dan, ni sur la liste de Sheshonq Ier à Karnak, ni sur la stèle de Sheshonq Ier à Megiddo — il n'est pas attesté pour autant par l'archéologie. La « maison de David » étant attestée, l'existence de Salomon n'est pas mise en doute par les archéologues. Pour les dates du règne de Salomon, on ne peut faire qu'une estimation à partir du texte biblique (-970, -930).
Sur l'étendue géographique correspondant à Israël (partie nord), on trouve les traces de constructions très importantes sur plusieurs sites, notamment à Samarie, Megiddo, Gezer, Hazor. Une controverse passionnée, qui n'est pas encore complètement tranchée, porte sur la datation exacte de toutes ces constructions. La stèle de Mesha, découverte hors de son contexte stratigraphique (datée du IXe siècle av. J.-C.), apporte cependant par son texte d'importantes précisions, notamment dans le passage concernant le roi Omri :

« Omri fut roi d'Israël et opprima Moab pendant de longs jours, car Kamosh était irrité contre son pays. Son fils lui succéda et lui aussi il dit : « J'opprimerai Moab ». De mes jours, il a parlé (ainsi), mais je me suis réjoui contre lui et contre sa maison. Israël a été ruiné à jamais. Omri s'était emparé du pays de Madaba et (Israël) y demeura pendant son règne et une partie du règne de son fils, à savoir quarante ans : mais de mon temps Kamosh l'a habité. »

Selon les archives assyriennes, à la bataille de Qarqar, en -853, Salmanazar III est confronté à une puissante coalition dans laquelle Achab, roi d'Israël, fournit un très fort contingent (2 000 chars, 700 cavaliers, 20 000 soldats). Les archives assyriennes utilisent l'expression « maison d'Omri ». La puissance militaire d'Omri étant attestée par le roi de Moab, Mesha (en), celle de la « maison d'Omri » et d'Achab attestée par le roi d'Aram-Damas, Hazaël très probablement, et par le roi d'Assyrie, Salmanazar III, qui mentionne également Achab et Jéhu, les constructions de Samarie, la capitale que fonde Omri, ne peuvent pas être attribuées à Salomon. Notamment à Samarie le magnifique palais en pierre taillée (Building Period I) appartient clairement au roi Omri. Alors que la « Samaria Building period I » appartient à l'époque des Omrides et une petite part à l'époque de Jéhu, « Samaria Building Period II », avec la maison des ostraca et le mur à casemates, postérieure aux Omrides, appartient au VIIIe siècle av. J.-C. Selon Norma Franklin, la présence commune de marques de maçons et l'utilisation identique de la longueur étalon de 0,45 m, dans « Samaria Building Period I » et « Megiddo Stratum V », conduisent à dater le « Palais 1723 » de Megiddo de l'époque d'Omri également. La strate « Megiddo VA-IVB », à laquelle ce palais appartient, a été récemment datée au radiocarbone, ces datations confirmant son appartenance à l'époque d'Omri. Selon Norma Franklin, le grand palais de pierre de Samarie utilise des longueurs de 12, 16, 48, 60 et 100 fois la longueur étalon de 0,45 m, le palais 1723 de Megiddo utilise des longueurs de 2, 6, 8, 10 et 16 fois 0,45 m. La Maison des ostraca et le mur à casemates de Samarie utilisent des longueurs de 2, 4, 25, 30 et 50 fois la longueur étalon assyrienne de 0,495 m. À Megiddo, la grande cour de l'écurie et la seconde cour carrée mesurent 120 x 120 fois la longueur étalon assyrienne de 0,495 m. L'écurie, la porte à triple tenailles et son mur d'enceinte utilisent des longueurs de 8, 10, 12,36, 40, 60 et 120 fois la longueur étalon assyrienne de 0,495 m. « Samaria Building Period II » ainsi que "Megiddo Stratum IVA", qui utilisent la longueur étalon assyrienne de 0,495 m, sont à dater du VIIIe siècle. Le site de Megiddo comporte 25 strates archéologiques et couvre 7 000 ans d'histoire. Vers -1800, Megiddo est une cité-État de 2 000 habitants avec des édifices importants, des fortifications et des temples. À Megiddo, la porte à triple tenaille et le mur d'enceinte, qui lui est relié, ainsi que la très grande écurie, appartiennent à la strate « Megiddo IVA » et sont datés -800. Le palais situé sous le mur d'enceinte et celui situé sous l'écurie sont forcément antérieurs : les restes les plus importants, palais et temples en pierre taillée, sont datés -900. Ces analyses sont confortées par les fouilles de Jezreel, site qui a été occupé peu de temps à la fin des omrides et qui est, de ce fait, daté -850 avec certitudeInterprétation abusive ?.
Tel Rehov ne comporte pas d'impressionnants palais ni d'impressionnantes portes, la pierre taillée n'y est pas employée, mais la stratigraphie y est riche et nette. Coldstream et Mazar reconnaissent qu'elle n'est pas exempte de problèmes toutefois : « Savoir si le tas de blé trouvé dans "Locus 2425" devrait être attribué à la destruction de la strate V ou à la réutilisation de cette cavité dans la strate IV reste encore une question ouverte. […] Comme dans chaque excavation stratigraphique d'un tertre multicouche, l'excavation à Tel Rehov a ses problèmes. Une stratigraphie compliquée résultant de la construction continue, de la destruction partielle et de la reconstruction des structures en briques de boue crée des difficultés, non seulement dans la corrélation entre les diverses phases locales dans chaque secteur d'excavation, mais parfois même entre les différentes parties d'une grande excavation elle-même ». Cette stratigraphie a permis à l'équipe d'Amihai Mazar de distinguer 8 périodes anciennes (Bronze ancien, Bronze intermédiaire, Bronze moyen, Bronze tardif, Fer IA, Fer IB, Fer IIA, Fer IIB), caractérisées par d'abondantes poteries dont le type a été présenté avec beaucoup de détails, et dont la stratigraphie a été datées avec soin au radiocarbone.
Sur l'étendue géographique correspondant à Juda (partie sud), après -900, d'imposantes citadelles sont construites à Lakish et Bet Shemesh, cette dernière comportant un système hydraulique. Une forteresse est construite à Tel Beersheba, une autre à Arad, cette dernière comportant un centre administratif. Il y a consensus, selon Jessica N. Whisenant, entre les archéologues pour souligner le développement important de Lakish, Bet Shemesh, Tel Beersheba et Arad au IXe siècle, et « l'apparition d'un gouvernement central avec un investissement, à un niveau élevé, des ressources en planification et en construction des structures militaires et administratives. ». Il y a accord également sur l'attribution de la « strate Arad XII », avec ses destructions, à l'époque de Sheshonq Ier. Les deux forteresses, les premières construites sur tout le territoire de Juda, datent du IXe siècle av. J.-C. Vers -800, la population totale du royaume de Juda est estimée à 35 000 habitants, celle du royaume d'Israël à 350 000. Le développement de Jérusalem est postérieur au développement de la vallée de Beersheba : même vers -800, Jérusalem se limite aux six hectares de la Cité de David et ne sera pas fortifiée avant la fin du VIIIe siècle av. J.-C., voir ci-dessous.
En résumé, quatre points, qui ne dépendent pas de la controverse de datation, se dégagent des données archéologiques ci-dessus (et de celles sur l'expédition de Sheshonq Ier ci-après) :
- Il n'existe aucune donnée archéologique indiquant qu'une des grandes constructions trouvées sur l'étendue géographique correspondant à Israël ait été bâtie par Salomon effectivement.
- Si Salomon avait vraiment été à la tête d'un immense royaume tel que le décrit le récit biblique, les inscriptions et archives des pays voisins, dans lesquelles la puissance d'Omri, d'Achab et de Jéhu est attestée, n'auraient pas manqué de le dire et il est impensable qu'aucun des nombreux documents retrouvés ne contienne la moindre allusion à ce royaume.
- L'absence de toute mention du royaume de Salomon est particulièrement frappante dans l'expédition militaire de Sheshonq Ier. La stèle de Karnak est très détaillée, ni Jérusalem ni aucune ville de Juda ne figure parmi les 180 noms gravés et si, comme la Bible le dit, Jérusalem s'était soumise en offrant un trésor précieux, il est impensable que Sheshonq Ier se soit abstenu de raconter l'exploit.
- Les commentaires sur telle ou telle tribu juive sous le règne de Salomon sont des constructions d'interprétations s'appuyant sur la Bible, et non pas des données archéologiques brutes.

Pour Amihai Mazar :

« On peut décrire la Monarchie Unifiée comme un État à un stade premier de développement, loin de l'État riche et en large expansion que dépeint le récit biblique. Sa capitale, pendant la période de David, peut être comparée à un bourg médiéval entouré d'une ville de taille moyenne, cependant elle pourrait bien avoir été le centre d'un régime qui a inclus la majeure partie de la Cisjordanie. »

En 2010, l'archéologue Eilat Mazar annonce à la presse une importante découverte : la section d'un mur long de 70 mètres et haut de 6 mètres, qu'elle date du Xe siècle av. J.-C. et qu'elle attribue à Salomon. Son avis n'est toutefois pas partagé par l'archéologue Aren Maeir, qui demande encore à voir des preuves que le mur date bien du temps de Salomon. Des jarres ont également été exhumées, dont l'une porte sur l'anse l'inscription « Pour le Roi ».

## Données archéologiques sur Jérusalem à l'époque de David et Salomon
Le statut réel de Jérusalem, à l'époque de David et de Salomon, revêt une importance primordiale selon qu'il serait celui décrit dans la Bible (la capitale importante et prospère d'un grand « Royaume unifié ») ou, au contraire, s'il correspond aux données archéologiques disponibles, qui contredisent radicalement une telle vision. Selon Israël Finkelstein :

« L'idée que la modeste Jérusalem du Xe siècle, avec son arrière-pays à l'habitat clairsemé, ait régné sur les riches et prospères cités-États des lointaines vallées du Nord est donc tout à fait absurde. »

Selon Mario Liverani, ce « Royaume unifié » n'est qu'une construction tardive des rédacteurs de la Bible, écrite de retour de l'exil à Babylone, et dont le contenu idéologique répond au besoin du moment (la Judée n'est qu'une province de l'Empire perse, il n'y a plus de royaume de Juda du tout). À l'inverse, les archéologues Eilat Mazar et Ariel Winderbaum affirment avoir trouvé des preuves d'un développement urbain précoce à Jérusalem, notamment le palais du roi David et un mur du Xe siècle av. J.-C.,.
Les données archéologiques sur la Palestine de cette époque sont très nombreuses, celles sur Jérusalem sont beaucoup moins riches. David Ussishkin a montré que la Jérusalem de Salomon est un petit village pauvre dépourvu de fortifications. Pour Ronny Reich, à qui l'Israël Autority Association a confié la Direction des fouilles de la Cité de David, autour de –1000, ce petit village est limité à l'emplacement que l'on appelle la « Cité de David ». La construction la plus importante de cette époque est la Structure en escalier. Pourtant, comme le souligne Ronny Reich d’imposantes fortifications datées de –1700 ont été retrouvées, montrant que lorsque des constructions très importantes existent elles ne disparaissent pas sans laisser aucune trace, et montrant qu'à cette époque antérieure Jérusalem était une ville de taille importante. Ce phénomène de déclin très marqué n'est pas propre à Jérusalem, il est lié à l'effondrement systémique qui marque le passage de l'âge du bronze tardif à l'âge du fer.
Pour Jessica N. Whisenant dans son travail détaillé de synthèse, à la suite de très nombreux travaux, l'archéologie ne confirme pas la vision d'un État centré sur Jérusalem au Xe siècle (voir Ussishkin, Na’aman, Steiner, Whitelam et Franken, Killebrew), la Jérusalem du Xe et IXe siècle est une cité pauvre, principalement constituée d'édifices publics, avec — situation typique des cités-États — peu de place ou pas de place du tout pour des zones résidentielles, enfin, elle ne comporte que peu de fortifications (Reich et Shukron, Steiner, Killebrew). Seule Cahill prétend, au contraire, que la « Cité de David » est une ville importante au Xe siècle av. J.-C., cependant, selon Jessica N. Whisenant, « Cahill a défendu l'idée que le système de fortification d'âge du bronze moyen aurait été réutilisé aux âges du fer, y compris au Xe siècle, mais à cette suggestion manque l'appui d'une preuve archéologique quelle qu'elle soit. ». Jessica N. Whisenant écrit :

« Il est, par conséquent, hautement improbable que Jérusalem ait servi de capitale à un État de grande dimension. »

Ceci n'empêche par le ministère des Affaires étrangères d'Israël de présenter sur son site officiel la carte du royaume de David et de Salomon, débordant largement sur l'actuelle Jordanie et sur l'actuelle Syrie, mise en relation avec les limites de l'Israël d'aujourd'hui (selon l'expression utilisée).
Il faudra attendre –700 pour constater un développement foudroyant de Jérusalem, dont l'étendue passe de six à soixante-quinze hectares en quelques décennies, et la population de 1 000 à 12 000 habitants. Ce sont les positions des tombes, extérieures à la zone habitée, qui fournissent les estimations de population les plus directes : la population ne s'accroîtra considérablement que deux siècles plus tard. Le royaume d'Israël sera alors occupé par l'Assyrie et de nombreux Israélites se réfugieront au sud, dans le royaume de Juda.
Dans la région de Jérusalem, les signes archéologiques d'un État centralisé tel que le décrit le récit biblique, repérables dans la gestion de la production agricole et dans la pratique de l'écriture, n'apparaissent que deux siècles plus tard : c'est ce qu'a montré toute une série d'études. Pour le début d'une production massive de poteries, voir Zimhoni, pour l'industrialisation de la production agricole, voir Eitan-Katz, pour le début d'une utilisation des poids marqués (pesage) voir Kletter, pour l'introduction de l'écriture voir Jamieson-Drake, pour l'écriture sur ostraca voir Sass et Renz, pour l'impression des sceaux voir Avigad et Sass. Rien de cela n'existe deux siècles plus tôt dans la Jérusalem de Salomon. Lehmann a montré qu'à cette époque la population rurale de Juda, rassemblée dans une douzaine de petits villages, n'excède pas quelques milliers tout au plus, et la population de Jérusalem seule est estimée à quelques centaines d'habitants.
Cette population est rurale et vit modestement. Vers –1000, sur la partie nord des hautes terres (étendue géographique correspondant à Israël), la population est estimée à 40 000 habitants. Il n'est pas vraisemblable qu'une population de 40 000 habitants ait pu former une armée importante. Dans Beyond the Texts: An Archaeological Portrait of Ancient Israel and Judah, William G. Dever, estime la population de Juda entre 25 000 et 50 000 personnes alors que la population du nord d'Israël atteignait 100 000 vers la fin du Xe siècle.
Mario Liverani écrit :

« Entre le Xe siècle, avec Jérusalem minuscule dans un Juda peu peuplé, et le développement vigoureux qui s'est produit dans la deuxième moitié du VIIIe siècle, un développement très modeste a eu lieu entre le milieu du IXe siècle et le milieu du VIIIe siècle, plutôt d'ailleurs une stagnation qu'à proprement parler une croissance. La population entière de Juda a été estimée à 110 000 habitants environ, dont la moitié dans la Shéphélah. Jérusalem était encore confiné à la « cité de David » (le temple était voisin), sur une étendue de 4 ou 5 hectares, et entouré d'un mur d'enceinte. »

« Il est probable qu'après la conquête de Samarie quelques groupes d'israélites du nord aient trouvé refuge en Juda, soutenant la croissance démographique, l'efficacité administrative et le développement religieux. […] La mobilisation initiale a trouvé sa traduction dans les grands projets urbains d'Ézéchias, à Jérusalem et ailleurs. Dans la capitale, un nouveau mur d'enceinte (qui nécessita la destruction des maisons privées, ce qui est déploré dans Isa. 22,10) a été construit pour protéger les nouveaux quartiers qui s'étaient rapidement formés sur la colline occidentale. La ville s'est développée, passant de 5 hectares (principalement occupés par le temple et le palais) à 60 hectares, et on estime que la population est passée de 1 000 habitants à 15 000 habitants en l'espace d'une seule génération. »

En résumé, deux points, qui ne dépendent pas de la controverse de datation, se dégagent des données archéologiques sur Jérusalem :
- aucune donnée archéologique ne suggère que Jérusalem aurait eu une croissance non détectée très importante à l'époque de Salomon : on identifie très bien, au contraire, une splendeur passée vers -1700 et une croissance foudroyante vers -700 ;
- comparativement aux agglomérations de la partie nord, la taille modeste de la capitale du royaume — la Jérusalem de l'époque de Salomon — rend difficile à croire la thèse selon laquelle Salomon aurait été à la tête d'un immense royaume tel que le décrit le récit biblique.

Pour Amihai Mazar :

« Des fortifications aussi énormes auraient pu continuer à être utilisées pendant des siècles, y compris pendant la période de David et Solomon, bien qu'il n'y ait aucune preuve directe pour appuyer cette proposition et qu'elle reste un argument indirect seulement. […] Le temple et le palais que Solomon est censé avoir construits devraient se trouver, s'ils sont quelque part, sous l'actuelle Esplanade des mosquées, où aucune fouille n'est possible. […] En résumé, Jérusalem, à l'époque de David, était le plus probablement une ville d'environ quatre hectares, qui aurait pu avoir atteint une superficie de douze hectares pendant le règne de Salomon. Au sommet du cœur de la ville (la Cité de David), il y avait une grande citadelle, dont la nature et les dimensions sont exceptionnelles à cette époque. Il n'est pas imaginable qu'une telle ville ait été la capitale d'un grand État tel que celui décrit dans la Bible, mais elle aurait bien pu servir de base au pouvoir d'un souverain local tel que David et Salomon, à condition que l'on définisse correctement la nature de leur royauté et de leur État. »

Aussi bien sur les sites cananéens à l'Âge du bronze que sur des sites de l'époque israélite à l'Âge du fer, au nord comme au sud, des objets de cultes divers ont été dégagés : des déesses de la fertilité, des compagnes de Dieu (culte de la déesse Ashera) et des représentations animales des divinités. Selon Amihai Mazar, qui en a retrouvé un bel exemplaire venant des collines du nord, « le taureau est le symbole de Baal, le principal dieu cananéen, et de El, le maître des dieux dans le panthéon cananéen ». Les premières traces archéologiques du culte de YHWH apparaîtront avec l'écriture, beaucoup plus tard (voir ci-après).

## La campagne militaire de SheshonqIer

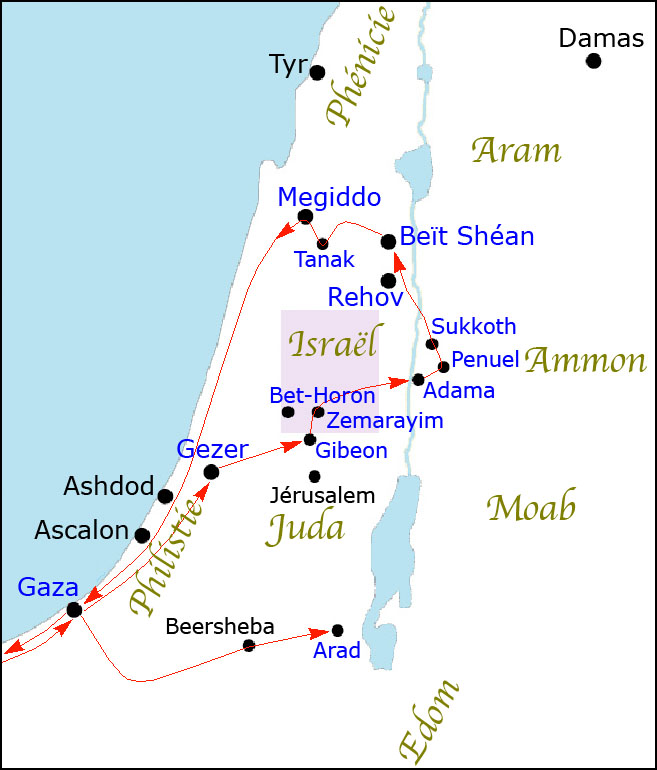
Itinéraire de Sheshonq Ier en Canaan. En bleu : villes figurant sur le relief de Karnak

La campagne militaire de Sheshonq Ier en Canaan fournit deux types de renseignements utiles concernant les données archéologiques sur David et Salomon, par la date d'une part, par l'itinéraire d'autre part.
La date de cette campagne, qui est assez bien connue, peut être utilisée pour recaler la datation au radiocarbone. Des traces de destructions dans certaines villes telles que Megiddo ou Tel Rehov aident à identifier la strate archéologique concernée, éliminant toutes les périodes paisibles et ne laissant le choix qu'entre quelques épisodes violents possibles. Sans être absolument certaine, la date de -925 est assez solidement étayée. Amihai Mazar et son équipe ont tiré parti de cette donnée archéologique, au moyen de la statistique bayésienne, pour préciser les abondantes datations au radiocarbone qu'ils ont effectuées à Tel Rehov.
D'autres types de renseignements sont fournis par l'examen de l'itinéraire lui-même, assez bien connu également grâce au relief de Karnak : pas moins de 180 noms de villes ou villages sont donnés. Sheshonq Ier envoie un détachement sur Arad, qui abritait une garnison de l'armée égyptienne à l'époque de la splendeur de l'Empire : la seconde partie de la liste, 85 noms, concerne la région qui va de Gaza à Arad, grande voie de communication traditionnelle vers l'Arabie via Tel Masos. La première liste concerne, pour une première part, la partie nord des hautes terres, vers Gibeon et Zemarayim, dans la partie montagneuse située au nord de Jérusalem (cette partie de l'inscription de Karnak est en bon état, Jérusalem n'y figure pas à titre de ville conquise, et encore moins à titre de capitale des villes conquises), dont il est attesté que les habitats des premiers Israélites y furent les plus nombreux, dès le début, parmi l'ensemble de ces habitats sur les hautes terres de Cisjordanie. Les fouilles montrent de sévères destructions dont les villages ne se sont jamais remis : les habitats ont été dès lors désertés. Pour une seconde part, cette première liste concerne des villes et villages situés en Ammon (Transjordanie), dont les fouilles confirment aussi une série de destructions. Sheshonq Ier a reconquis les villes du nord (vallée de Jezreel, Megiddo), dans lesquelles l'Égypte était implantée à l'époque cananéenne. Sheshonq Ier a laissé à Megiddo une stèle commémorative de son passage. Elle a été retrouvée tardivement au milieu des déchets d'anciennes fouilles : privée de son contexte stratigraphique, elle a ainsi perdu, fort malheureusement, la plus grande partie de son intérêt.
Cet itinéraire, entièrement dans la partie nord d'une part et dans le Negev d'autre part, principalement situé dans les plaines, ne nomme aucune des villes de la partie sud des hautes terres : selon Mario Liverani, il montre que Juda et Israël sont des royaumes non seulement séparés, mais aussi très petits. Mais, selon Israël Finkelstein et Neil Asher Silberman, le plus remarquable dans cet itinéraire c'est qu'il ne passe pas à Jérusalem et ne touche pas la partie sud des hautes terres. La Bible donne de cet état de fait la version suivante :

« En l'an cinq du règne de Roboam, Shishaq, le roi d'Égypte, attaque Jérusalem. Il prend les trésors du Temple et du palais royal, il prend tout, même les boucliers d'or qu'avait fabriqués Salomon. (1 R 14,25-26) »

Pour Israël Finkelstein et Neil Asher Silberman, si l'épisode était vrai, Sheshonq Ier n'aurait pas manqué de le faire sculpter à Karnak, « des siècles de tradition égyptienne [voulant] que l'on représentât les conquêtes des pharaons avec le maximum de pompe et de grandiloquence ». Selon les deux auteurs :

« Si le nom de Jérusalem (ou d'autres villages et villes de Juda) n'apparaît pas sur l'inscription de Karnak, ce doit être parce que les hautes terres méridionales n'étaient pas assez prospères et développées pour figurer parmi les objectifs militaires de Shéshonq. »

Pour Amihai Mazar :

« Le fait que Jérusalem ne soit pas mentionné dans l'inscription ne signifie pas grand-chose — si la ville s'est rendue, peut-être n'y aurait-il eu aucune raison de la mentionner ; ou bien, une autre possibilité, c'est que sa mention ait été faite à un endroit de la partie cassée de l'inscription. »

« L'invasion par Sheshonq de la région de Jérusalem est probablement venue en réaction à l'importance croissante de cet État et, à Karnak, cette liste de villes et de territoires conquis peut refléter les territoires principaux gouvernés par David et Solomon. »

## L'absence d'écrits sous le règne de Salomon

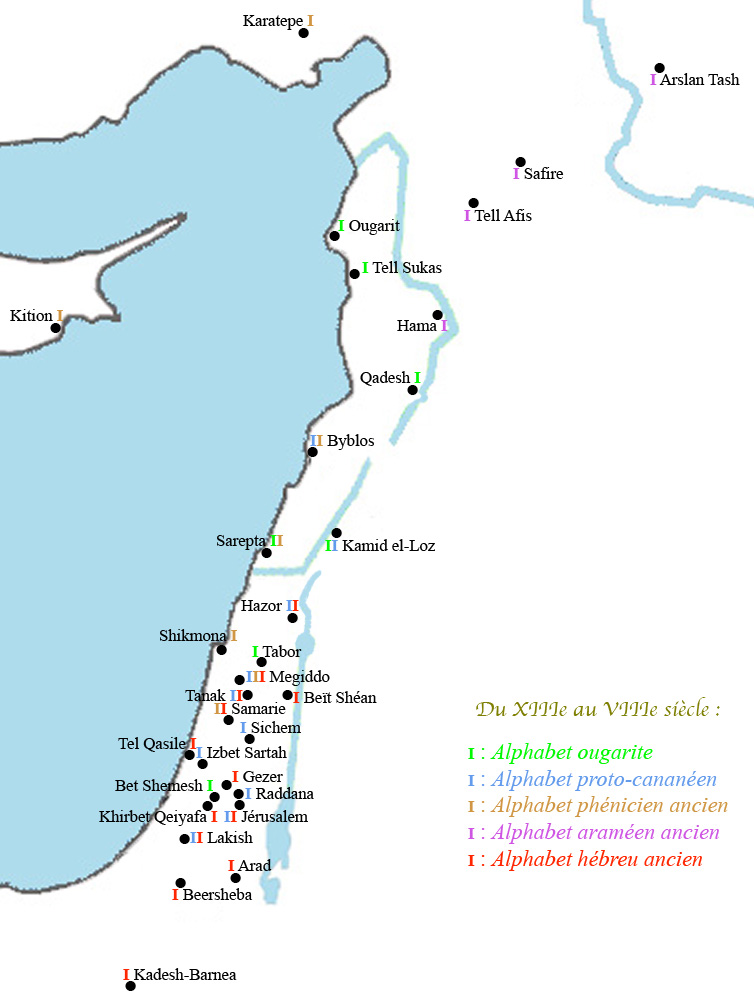
Diffusion de l'alphabet en Syro-Palestine entre le XIIIe siècle et le

Ce paragraphe a pour objet de situer, par rapport à l'époque de David et Salomon, la pratique des scribes, puis l'alphabétisation de la population des Israélites.
Par les grands axes de communication se sont échangés les scarabées commémoratifs depuis les Hyksos, les courriers entre Thoutmôsis IV et le Mittani, ceux entre Amenhotep III et le Mittani ainsi que Babylone, les 382 lettres d'Amarna, les courriers entre Ramsès II et l'empereur des Hittites, les lettres d'Ougarit, de Byblos, d'Aram-Damas, d'Assyrie, de Babylonie. Alors qu'à l'époque des lettres d'Amarna, Abdi-Heba, le petit roi de Jérusalem, écrit à l'administration d'Akhénaton (-1355, -1338), aucune trace d'un écrit de quelque nature que ce soit n'a été retrouvée à Jérusalem datant de David ni de Salomon. Les quelques exemples d'écriture trouvés ne l'ont pas été dans la partie centrale de Juda, mais près des grands axes de communication.
Parmi les innovations qui accompagnent le passage de l'âge du bronze tardif à l'âge du fer I puis du Fer II – innovations en métallurgie, agriculture (introduction de la culture en terrasses et de techniques d'irrigation), transports (introduction du chameau et du dromadaire comme animal de charge, du cheval comme animal de selle : jusqu'alors, le cheval a été employé en attelage, désormais, les messagers vont monter à cheval) — une innovation majeure est l'apparition de l'écriture alphabétique, qui va progressivement remplacer les systèmes précédents (cunéiforme mésopotamien, hiératique égyptien). Les archives d'Ougarit, au XIIe siècle av. J.-C., utilisent déjà l'écriture alphabétique du phénicien et leurs scribes forment ceux des écoles de Tanak et d'Aphek, en Canaan. Tanak est un nœud de communication vers Ougarit, vers Damas et vers l'Égypte, Aphek est sur l'axe Tanak-Gezer qui mène à Gaza et de là en Égypte et en Arabie (voir la carte ci-dessus). Dix-sept textes du Bronze tardif ont été trouvés à Tanak. Les inscriptions de Sérabit el-Khadem, les mines égyptiennes du Sinaï (-1850, -1700), indiquent un usage de l'alphabet plus ancien encore (écriture alphabétique proto-cananéenne sous influence égyptienne). L'écriture alphabétique cananéenne linéaire apparaît, au Fer I, aux endroits mêmes où se trouvaient les scribes du bronze tardif.
L'écriture alphabétique linéaire phénicienne se poursuit tout au long des Xe et IXe siècles, avec des textes royaux et des textes officiels sur pierre, sur cônes en céramiques et sur spatules en bronze. La forme des lettres évoquant la technique d'écriture à l'encre, plusieurs épigraphistes supputent une pratique sur papyrus, documents disparus sans laisser de traces, qui auraient pu être des textes administratifs et financiers (le commerce à Byblos était très actif). À la fin du IXe siècle et au cours du VIIIe siècle, l'influence du phénicien se répand largement, jusqu'en Syrie, et devient une langue littéraire. En Canaan, l'influence de la culture phénicienne de Byblos — le « caractère phénicien » de la culture matérielle — se remarque au Xe siècle dans toutes les cités-États telles que Megiddo, Hazor, Gezer, Lakish, etc. Mais les traces écrites sont rares, vingt-deux seulement dans le travail de Renz sont clairement datées du Xe et du IXe siècle, dont quatre seulement sur le territoire d'Israël et de Juda. Jessica N. Whisenant le précise :

« Il convient de remarquer que pas une seule inscription datant du Xe siècle ne provient des hautes terres centrales… »

Cette activité scribale, sans dimension politique ou économique, est celle d'une toute petite élite qui ne communique pas avec les autres états et royaumes : son alphabet linéaire n'est pas standardisé ni uniformément intelligible.
L'ostracon de Bet Shemesh, découvert en 1930, datant du XIIIe ou du XIIe siècle, est proto-cananéen d'influence phénicienne. L'ostracon d'Izbet Sartah, découvert en 1976 dans un silo, est un abécédaire proto-phénicien qui semble un peu postérieur, du XIIe siècle, peut-être du XIe siècle. Selon André Lemaire, il s'agirait de l'exercice d'un scribe Israélite en formation, influencé par l'école cananéo-philistine d'Aphek, toute proche. Trois courtes inscriptions sur des jarres ont été trouvées à Tel Rehov par Amihai Mazar, l'une du Xe siècle, les deux autres du IXe siècle. L'ostracon de Khirbet Qeiyafa (le site de Khirbet Qeiyafa est situé à 35 kilomètres de Jérusalem dans la Shéfélah (« bas pays »), proche de Bet Shemesh et proche de Aphek lui aussi), découvert en 2008, daté du Xe siècle, semble être proto-hébraïque. Le site lui-même de Khirbet Qeiyafa est daté de 1020-980 et rattaché au royaume naissant de Judah par Yosef Garfinkel alors qu'Israel Finkelstein penche pour une culture nord-israélite. Quant à la découverte de sanctuaires portables bien ouvragés toujours à Khirbet Qeiyafa, ils montrent une maîtrise des éléments d'architecture royale antérieure de 150 ans aux estimations précédentes.
La Stèle de Tel Dan, datant du milieu du IXe siècle, est en araméen. Au Xe siècle, les affinités linguistiques et paléographiques sont nombreuses entre les différentes inscriptions ouest sémitiques et entre les différents alphabets : on ne peut distinguer le phénicien, l'araméen et l'hébreu par leurs alphabets. Ce n'est qu'à la fin du IXe siècle que l'ethnicisation des États devient nette, que les dialectes nationaux se séparent ainsi que les écritures.
Dans Le siècle disparu de David et Salomon, André Lemaire écrit :

« L’état de la documentation épigraphique est assez clair: l’épigraphie hébraïque du Xe siècle n'a fourni que quelques petits fragments d’inscription, essentiellement des noms propres, et le texte le plus long de cette époque, le calendrier de Gezer, est probablement plutôt philistien (c’est-à-dire rattaché à l’écriture et à la langue cananéenne utilisée en Philistie) que paléohébreu. Si les quelques fragments parvenus jusqu’à nous attestent bien l’emploi de l’écriture à cette époque, leur apport historique est pratiquement nul. »

Dans le royaume d'Israël, à Samarie, la capitale, on a retrouvé un grand nombre d'ostraca attestant qu'il existe, à partir du milieu du IXe siècle av. J.-C., à la fin des Omrides, une solide organisation bureaucratique avec un usage à grande échelle de l'écriture. Les jarres de vin et d'huile d'olive portent des indications sur la provenance des produits, destinées à être lues par tous ceux qui les utilisent. C'est au VIIIe siècle av. J.-C. que le nombre d'ostraca trouvés en Juda augmente considérablement, de façon soudaine : c'est cette soudaine croissance qui atteste, sans ambiguïté, que la population du royaume de Juda apprend à lire l'hébreu après -800. Bien que, à en croire la Bible, on écrivît d'abondance à sa cour, la population de Jérusalem n'était donc, en fait, pas encore alphabétisée sous le règne de Salomon. Selon Jamieson-Drake, aucune preuve irréfutable de l'existence d'un État structuré (implantations et données démographiques, travaux publics, produits de luxe, écriture) ne peut être trouvée en Juda avant le VIIIe siècle av. J.-C. À l'époque des Omrides (IXe siècle av. J.-C.), c'est la maison d'Omri et non pas la maison de David dont la puissance est attestée par ses voisins (archives et stèles). Dans son travail de synthèse, Jessica N. Whisenant écrit :

« Israël, puissance plus grande et plus solide que Moab, égale à Aram et à la Phénicie au début du Fer II (de la fin du Xe siècle av. J.-C. jusque vers -800), fonctionnait très probablement comme passerelle principale entre les centres de scribes de Phénicie même, au nord-ouest, et les écoles de scribes d'Aram, à l'est, et de Juda et de Transjordanie, au sud. […] L'afflux massif, en Juda, des réfugiés Samariens, après la destruction d'Israël par l'Assyrie en -722/1, suggère que cet exode était le véhicule principal de la transmission, d'Israël à Juda, des concepts de l'élite des Phéniciens-Samariens. Cet afflux s'est étendu sur une période durant les IXe et VIIIe siècles, où Juda était sous la domination politique de l'État plus puissant de Samarie (et très probablement passa de même sous son influence culturelle). »

### Sources
- (en) Thomas E. Levy and Thomas Higham, editors, The Bible and Radiocarbon Dating. Archaeology, Text and Science. On trouve ici la présentation du livre la table des matières
- (en) Jessica N. Whisenant, Writing, Literacy, and Textual Transmission: The Production of Literary Documents in Iron Age Judah and the Composition of the Hebrew Bible, manuscrit de thèse de l'université du Michigan (2008). Pour télécharger la thèse, file: jfletcha_1.pdf, View/Open
- (en) Avraham Faust, Yosef Garfinkel et Madeleine Mumcuoglu, «The Study of the 10th Century BCE in the Early 21st Century CE: An Overview», Jerusalem Journal of Archaeology, vol. 1,‎ 18 juin 2021, p. 1–14 (DOI 10.52486/01.00001.1). Texte de l'article d'Avraham Faust et al.
- (en) Voir ici les résultats des fouilles de Tel Rehov.
- (en) Eilat Mazar : "Did I Find King David's Palace?", Biblical Archaeology Review (vol. 32 No.1 jan.-fév. 2006). Texte de l'article de Eilat Mazar
- (en) Carte du royaume de David et de Salomon selon le ministère des Affaires étrangères d'Israël
- (en) William G. Dever, What did the biblical writers know, and when did they know it?
- (en) Amihai Mazar, Three 10th-9th Century B.C.E. Inscriptions From Tel Rehov, in Saxa loquentur: Studien zur Archäologie Palälastinas/Israels – Festchrift für Volkmar Fritz, p. 171-184 (2003). Texte de l'article d'Amihai Mazar
- André Lemaire, Le siècle disparu de David et Salomon. Texte de l'article d'André Lemaire.